# Otrera
Otrera (en grec antic Ὀτρηρή ràpida, àgil) va ser, segons la mitologia grega, una reina de les amazones.
Era considerada filla, o bé d'Euros, el vent de l'est, o més aviat d'Ares, déu de la guerra. Unida amb Ares, (amb el seu pare, segons algunes tradicions), va tenir com a filles Pentesilea i Hipòlita. Es considera que era la reina de les amazones quan Bel·lerofont va lluitar contra elles.
Higí diu que va fundar el temple d'Àrtemis a Efes, una de set meravelles del món antic.

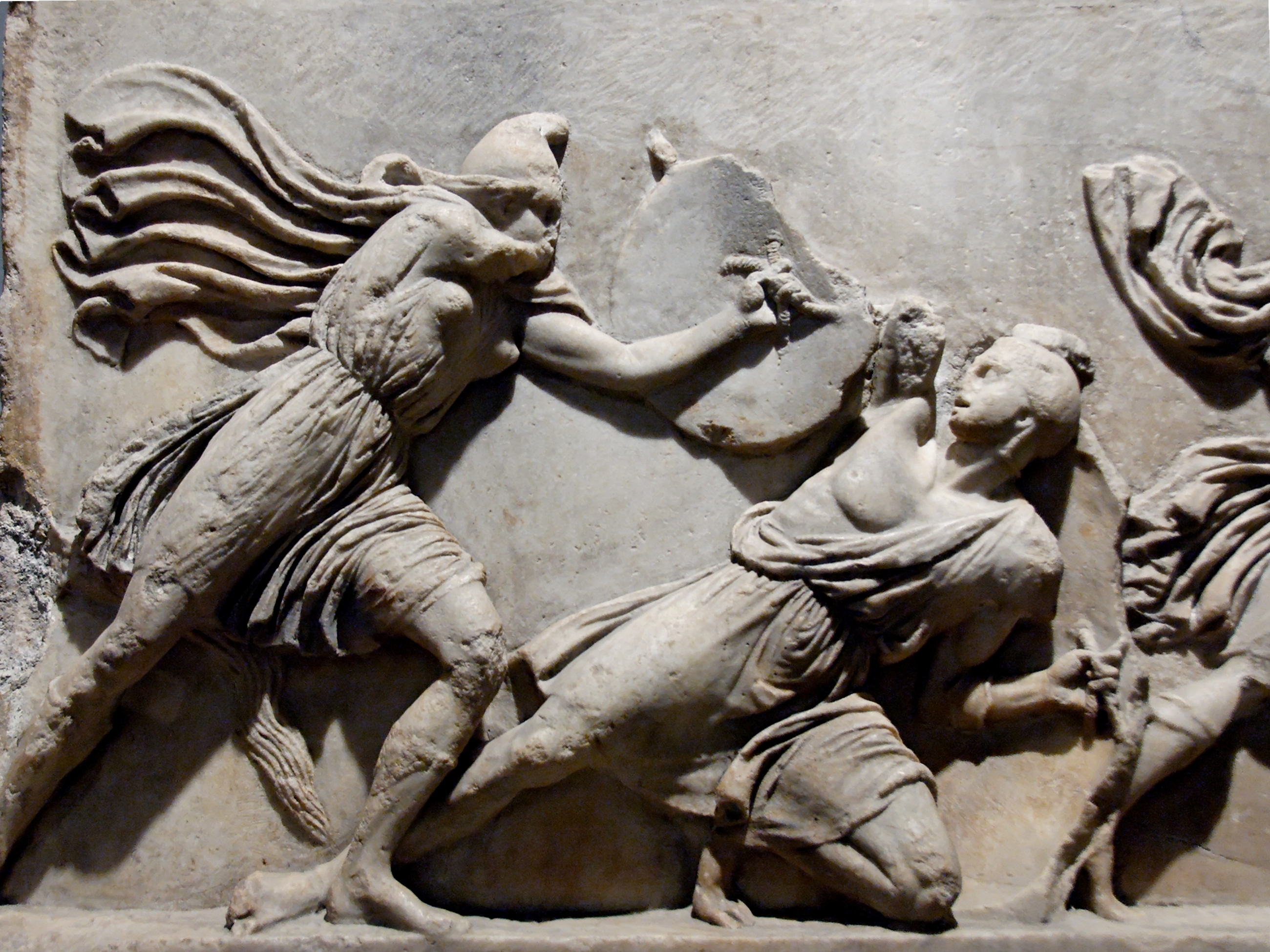
Episodi guerrer d'amazones representat al fris, a part superior del podi, del Mausoleu d'Halicarnàs.